# JNR-Klasse DE10
Die Baureihe DE10 (japanisch DE10形ディーゼル機関車 DE10-gata dizeru kikansha) ist eine Klasse japanischer dieselhydraulischer Lokomotiven mit der Achsfolge AAA-B. Die Lokomotiven wurden von Kisha Seizo und Nippon Sharyō Seizō für den Rangierdienst entwickelt. Zwischen 1966 und 1978 wurden insgesamt 708 Exemplare gebaut. Durch die Erhöhung der Achsenanzahl wurde die Achslast geringer als bei der früheren Diesellokomotive der Baureihe DD13. Außerdem wurde die Bremskraft durch die Erhöhung der Achsenanzahl verbessert. Diese Lokomotive wurde für den Güter- und Personenverkehr auf Abzweigungsstrecken eingesetzt, aber auch für den Rangierbetrieb in Güterbahnhöfen. Wie die Baureihe DD51, ist auch diese Lokomotive mit einem 1.250-PS-Motor und einem Paar Drehmomentwandler ausgestattet, die zwischen Hoch- (max. 85 km/h) und Niedergeschwindigkeitsmodus (max. 45 km/h) umschalten. Nach der Aufteilung und Privatisierung der JNR wurde diese Lokomotive von deren Nachfolger Japan Railways (JR) übernommen.